# Ligue fédérale de hockey amateur
Ne pas confondre avec la Ligue fédérale de hockey.
La Ligue fédérale de hockey amateur ou FAHL (en anglais : Federal Amateur Hockey League - FAHL) est une association sportive professionnelle nord-américaine regroupant des équipes de hockey sur glace du Canada.

## Équipes

### 1904
- Cornwall Hockey Club

- Le National de Montréal

- Wanderers de Montréal

- Capitals d'Ottawa

### 1904-05
- Brockville Hockey Club

- Cornwall Hockey Club

- Montagnards de Montréal

- Wanderers de Montréal

- Sénateurs d'Ottawa

### 1905-06
- Brockville Hockey Club

- Cornwall Hockey Club

- Montagnards de Montréal

- Victorias d'Ottawa

- Smiths Falls

### 1906-07
- Cornwall Hockey Club

- Montagnards de Montréal

- Morrisburg

### 1907-08
- Brockville Hockey Club

- Cornwall Hockey Club

- Victorias d'Ottawa

### 1909
- Cornwall Hockey Club

- Sénateurs d'Ottawa

- Creamery Kings de Renfrew

- Smiths Falls